# 卡洛·索伊尼奥
卡洛·索伊尼奥（芬蘭語：Kaarlo Soinio，1888年1月28日—1960年10月24日），芬兰男子竞技体操运动员。他曾获得1908年夏季奥运会体操比赛男子团体全能铜牌。他也参加了1912年夏季奥运会足球比赛，获得第四名。